# Incursiones otomanas en la costa suajili
Las incursiones otomanas en la costa suajili fueron dos expediciones dirigidas por el corsario otomano Mir Ali Bey en 1585 y 1589 contra los puestos comerciales portugueses del Zanguebar, es decir, la costa suajili, en África oriental.
Durante su primer viaje, Mir Ali Bey consiguió que la mayoría de los soberanos musulmanes de la costa cambiasen de lealtad y aceptasen pasar del protectorado portugués al de los sultanes otomanos. Los portugueses tuvieron que traer una flota de Goa, India, para restablecer su autoridad. La segunda expedición de Mir Ali Bey, en 1589, fracasó. Se le unió una nueva flota portuguesa en Mombasa y se vio obligado a huir y se convirtió en prisionero para escapar de una tribu africana conocida por su antropofagia. El corsario otomano fue finalmente enviado a Portugal, donde se convirtió al catolicismo, mientras que los otros turcos sobrevivientes fueron enviados a las galeras.
Existe un debate historiográfico sobre cómo deben leerse las expediciones otomanas a África Oriental. Si para algunos historiadores demuestran la fragilidad de la posición portuguesa en África y la amenaza que representan las incursiones otomanas en el Océano Índico, para otros los éxitos iniciales de los otomanos solo pueden explicarse por el hecho de que utilizaron las técnicas de la velocidad, organizando una incursión con pocos medios y beneficiándose así del efecto de sorpresa. Una vez alertados del peligro, los portugueses reaccionaron eficazmente.

## Antecedentes

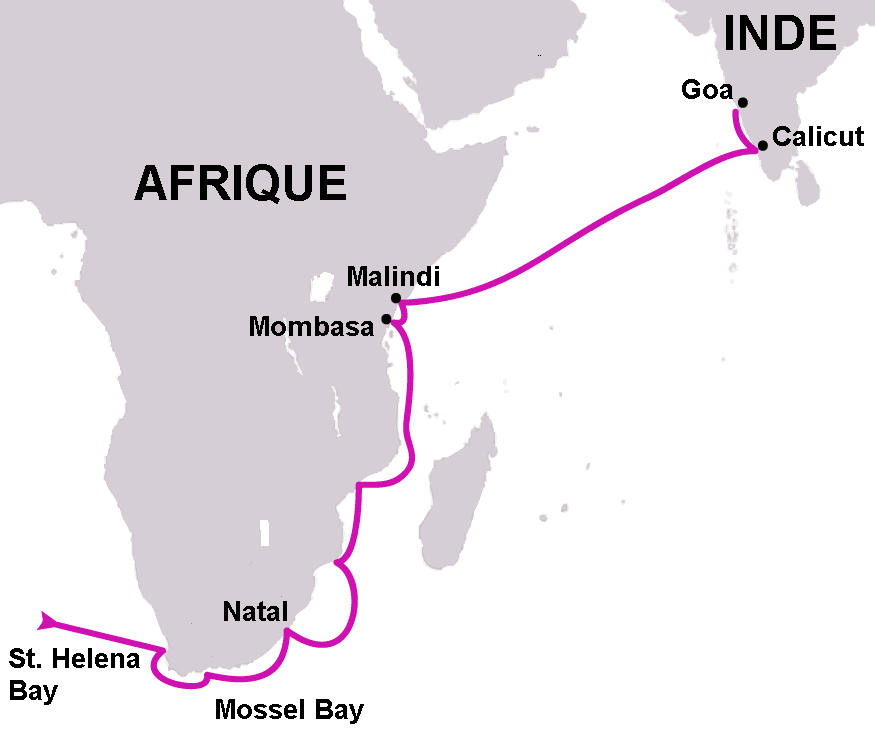
La circunnavegación de África de Vasco de Gama que abrió el camino a las Indias. El control de las escalas en la costa este de África Oriental se convierte en estratégico para los portugueses

El viaje de Vasco de Gama en 1497 permitió a los portugueses abrir una nueva ruta de las especias pasando por el sur de África para llegar a la India. Para controlar esta ruta, fundaron el Estado da Índia, que tenía autoridad no sólo sobre los puestos comerciales fundados en el subcontinente indio, sino también sobre la multitud de ciudades-estado costeras de África oriental que se extendían desde Mozambique hasta Somalia, cuyos gobernantes reconocían la autoridad portuguesa. Este estrangulamiento en el Océano Índico permaneció indiscutible a principios del siglo XVI. Aunque algunas poblaciones ribereñas del océano Índico tienen una tradición marítima bien establecida, como el Sultanato de Gujarat o el Sultanato de Aceh, no tienen ni la tecnología ni los recursos humanos para competir con los portugueses. En cuanto a los grandes imperios de la región, como la Persia safávida, el imperio mogol o el Imperio vijayanagara en la India, no tienen control sobre los mares.
La entrada de un nuevo jugador en el océano Índico, el Imperio Otomano, que era, en ese momento, la principal potencia marítima del Mediterráneo, iba a poner en peligro la supremacía portuguesa. La conquista de Egipto por los turcos en 1517 les permitió basar una flota en Suez, en el fondo del Mar Rojo. Su nuevo papel como guardianes de los lugares sagrados del Islam después de la captura de Medina y La Meca les dio la responsabilidad de garantizar la seguridad de los peregrinos. Esto, sumado a la importancia comercial de Yeda, la terminal de la ruta de las especias, los llevó a convertir el Mar Rojo en un lago otomano. Esta función, junto con el título de Califa que ostentan los sultanes otomanos y que los convierte en los comandantes de los creyentes, les da un inmenso prestigio entre las poblaciones musulmanas del Océano Índico, lo que facilita las incursiones otomanas en esta región.

## Primera expedición otomana

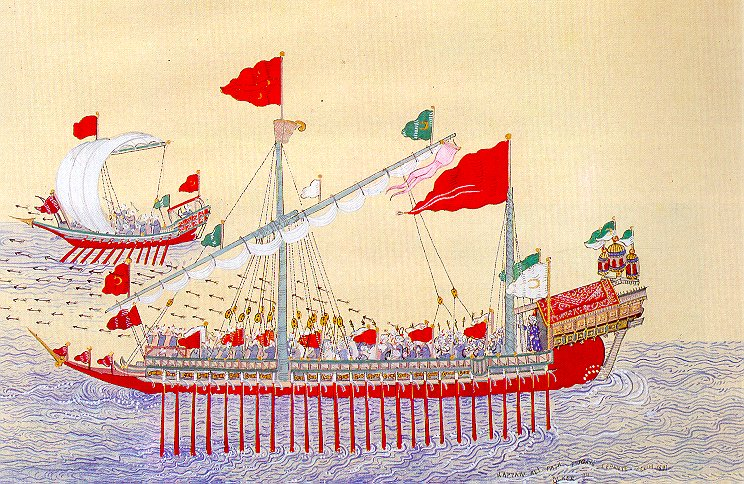
Miniatura que representa una galera otomana

En 1585, Mir Ali Bey zarpó en una sola galera desde el puerto de Suez en el Mar Rojo hasta las costas africanas del Océano Índico. Dirigió una serie de redadas en la costa de Malindi, Kenya, saqueando propiedades portuguesas. Recibió ayuda de las poblaciones musulmanas de la costa, que se alegraron de liberarse del dominio portugués, y varios gobernantes africanos, que creían que la galera de Mir Ali Bey era la vanguardia de una fuerza otomana mayor, juraron lealtad al sultán otomano Murad III. Así pues, el corsario pudo establecer un protectorado otomano temporal a lo largo de la costa de Mogadiscio a Mombasa.
La mayor captura otomana fue un barco mercante portugués, un fusta, que contenía mercancías valiosas. Abordaron el barco con la complicidad del soberano de la isla de Lamu, quien, tras haber prometido la protección de los portugueses, permitió que los corsarios otomanos se apoderaran del barco cuyo capitán, Roque de Brito, fue hecho prisionero, esperando los otomanos obtener de él un importante rescate. Después de esta captura, los otomanos comenzaron su regreso al Mar Rojo cargados con su botín.

## Restauración del orden por los portugueses

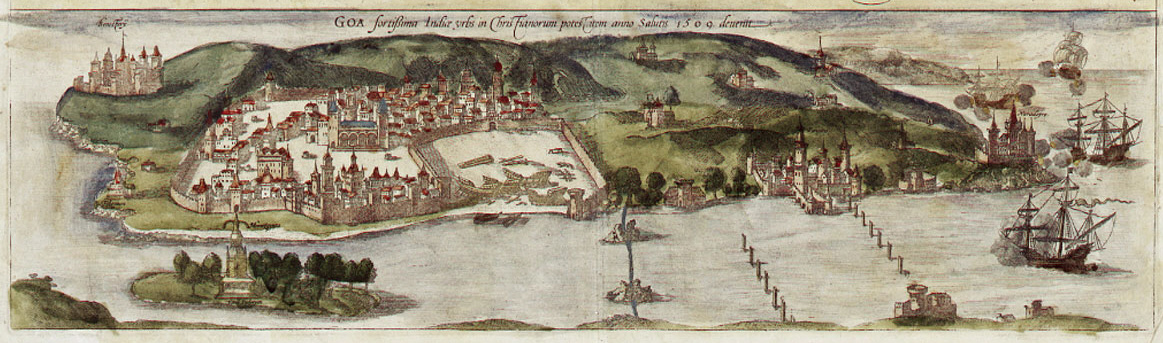
Goa en la India, de donde partió la expedición portuguesa

Las autoridades de la India portuguesa, alertadas por esta incursión otomana en sus posesiones y viendo esta incursión como un intento de empujarlas fuera de la costa africana y amenazar así su supremacía en el camino a la India, reaccionaron rápidamente. El virrey de las Indias Duarte de Meneses reunió una flota compuesta por dos galeones, tres galeras y doce galeotas con 650 soldados a bordo, que zarpó de Goa el 6 de enero de 1587 y llegó a las costas africanas el 28. Los portugueses tenían la intención de disciplinar a sus vasallos, castigando a los que los han traicionado y recompensando a los que les han sido leales. Su primer objetivo fue la ciudad de Ampaza, en la Isla Pate. El soberano local, el Sultán Estrambadur, creyendo que los refuerzos otomanos estaban en camino, envió un barco para encontrarse con los barcos anclados en la costa. Al darse cuenta de su error, los emisarios se volvieron. El sultán preparó entonces su defensa pero fue derrotado por la fuerza expedicionaria, que arrasó la localidad. Los portugueses se dirigieron entonces al sur, a Mombasa, restableciendo la red de lealtades portuguesas. Se detuvieron en Malindi, donde el Sultán, que les había sido fiel, les dio una bienvenida triunfal y les acompañó a Mombasa, su principal objetivo debido a la colaboración activa de sus habitantes con los otomanos. Asediaron la ciudad, que tomaron rápidamente mientras las fuerzas opuestas huían hacia el bosque. Luego se pusieron a destruir la ciudad, y sólo se detuvieron cuando los habitantes regresaron con una bandera blanca para pedir misericordia. Finalmente dejaron la ciudad después de recibir un pago de 4000 cruzados para «cubrir los gastos de la expedición» y regresan a Goa, parando en Socotra y Ormuz.

## Segunda Expedición Otomana
Mientras los portugueses han restaurado el orden en sus posesiones africanas, Mir Ali Bey se preparó para su regreso a Suez. Los preparativos para su expedición se retrasaron por la falta de madera en la región. Los sultanes musulmanes de la costa africana enviaron dos mensajeros para rogarle que regresara lo antes posible para vengarse de los portugueses. El corsario otomano finalmente logró reunir una flotilla de cuatro galeras y el barco portugués capturado durante la expedición anterior, y zarpó en 1589. Mientras que la primera expedición a una sola galera pasó desapercibida, la red de espías del Imperio Portugués a lo largo de la costa detectó la fuerza otomana y tuvo tiempo de advertir a los contadores.
Los otomanos hicieron una primera parada en Mogadiscio, una ciudad somalí poblada por musulmanes, donde Mir Ali Bey fue acogido triunfalmente por la población, que le rogó que se quedara y se convirtiera en su protector. Sin embargo, continuó hacia el sur, visitando otras ciudades musulmanas costeras que le pagaban dinero por miedo, coacción o por su propia voluntad. El objetivo principal de Mir Ali es Malindi y su gobernante, que favorecía a los portugueses. Los otomanos llegaron a la costa de la ciudad de noche, planeando atacarla al amanecer. No sabían, sin embargo, que el gobernador portugués de la costa, Mateus Mendes de Vasconcelos, estaba estacionado allí y que, habiendo sido advertido de la llegada del enemigo incluso antes de que abandonara el Mar Rojo, envió un galiote para alertar al Virrey de la India y organizar la protección de Malindi. Hizo que llevaran piezas de artillería a una duna cerca de los barcos de los atacantes y los bombardearan. Aunque el ataque, que se llevó a cabo por la noche, no causó daños significativos a la flota otomana, les pilló desprevenidos y decidieron levar anclas y dirigirse a Mombasa para volver más tarde a Malindi.

## Confrontación con la flota de las Indias

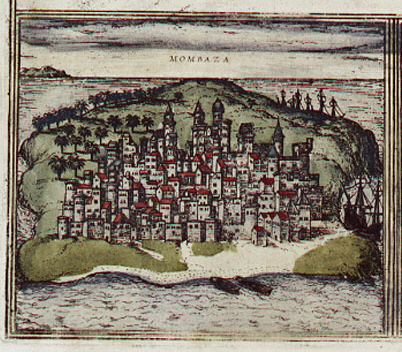
Representación de Mombasa a finales del

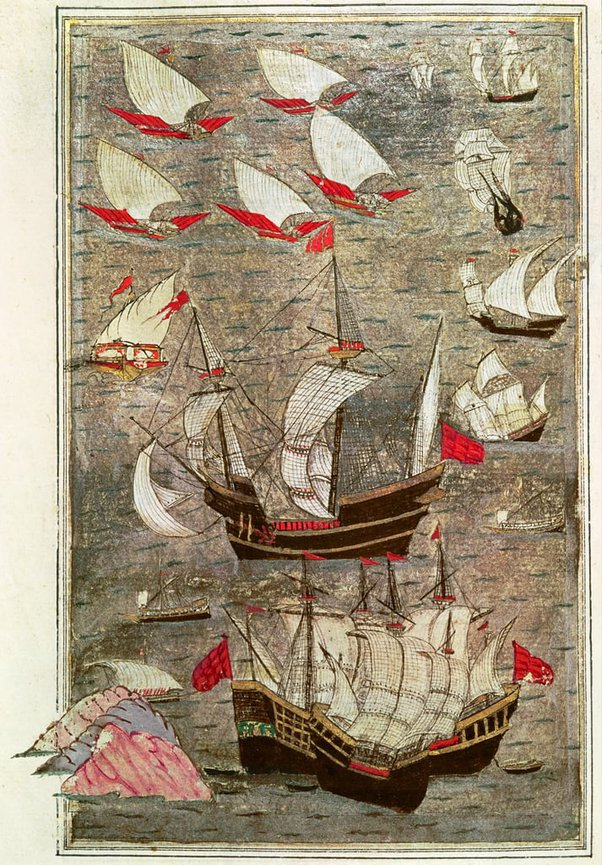
La flota otomana en el océano Índico en el

Tan pronto como Manuel de Sousa Coutinho, Virrey de la India, fue informado de la incursión de los corsarios otomanos, organizó la contraofensiva. Se formó una flota de dos galeaza,s cinco galeras, seis galeotas y seis veleros cargados con 900 hombres bajo el mando del hermano del gobernador, Tomé de Sousa Coutinho.
La expedición salió de Goa el 30 de enero de 1589 con viento favorable y llega a la vista de las costas africanas el 20 de febrero, después de haber soportado una fuerte tormenta. La primera escala de los portugueses fue en Brava, en la costa somalí. Allí se les informó de los movimientos de corsarios hacia la costa de Malindi. Inmediatamente salieron en persecución, dirigiéndose al sur. Mientras recargaban las reservas de agua en la isla Lamu, el comandante recibió un mensaje del capitão da costa Mateus Mendes de Vasconcelos indicando que Mir Ali Bey había continuado hacia Mombasa. Inmediatamente, ordenó a la expedición que se dirigiera a este punto. Hizo una breve parada nocturna en Malindi para hacer una visita de cortesía al gobernante local que estaba aliado con los portugueses y continuó su camino con estos últimos a bordo.
La flota llegó frente a Mombasa el 5 de marzo y encontró a Mir Ali Bey y sus corsarios que habían organizado su defensa dentro de un fuerte a la entrada del puerto. Pronto fueron invadidos por las tropas portuguesas mucho más grandes y Mir Ali huyó a caballo a la ciudad donde se alojaba el Sultán de Mombasa. Los portugueses redujeron completamente la resistencia otomana y se apoderaron de dos de sus galeras cargadas con botín de oro, plata, ámbar, telas y esclavos.
Al mismo tiempo, se produjo una coincidencia de la historia. Una tribu africana llamada Zimba o Zamba, ua nação de cafes, chamados Zimbas, emprendió la conquista de la costa. Este grupo, descrito en las crónicas portuguesas como una población antropófaga originaria de Zambéze, huyó de la hambruna en el interior de África en la década de 1580 en busca de nuevas tierras. Después de atacar la costa frente a las islas Quirimbas y saquear Kilwa, se preparaban para cruzar el canal que separa Mombasa del continente en marea baja, justo cuando se estaba produciendo el enfrentamiento entre los portugueses y los otomanos. Ante el peligro, los turcos y los musulmanes locales que se habían refugiado en los bosques de la isla para huir del avance portugués corrieron hacia los barcos enemigos que salían, rogándoles que los llevaran a bordo.
El comandante portugués aceptó llevar a bordo tantos refugiados como la seguridad de los barcos lo permitiera, y Mir Ali Bey, junto con otros treinta turcos y un número desconocido de musulmanes locales, se encontraron en los barcos portugueses. Cuando estaba en presencia del comandante enemigo, Mir Ali Bey lo saludó con respeto, como un sirviente de su amo, y le declaró:

No me refiero a mi mala suerte, porque son éxitos de guerra; y más aún ser cativo de los cristãos (de los que já otra vez fueron en España) que son cómodos para los zimbas bárbaros, y desumanos.
No temo a mi adversa fortuna, pues son los avatares de la guerra; y prefiero ser prisionero de los cristianos (de los que una vez más estuve en España) que ser comido por los bárbaros e inhumanos Zimbas.

Al día siguiente, 15 de marzo de 1589, los portugueses zarparon con el objetivo de restablecer la soberanía del imperio en la costa de Zanguebar. Reintegraron en su trono a los sultanes derrocados por los rebeldes ayudados por los otomanos, como fue el caso del soberano de Pemba, y castigaron a los que habían colaborado con el enemigo, como el sultán decapitado de Lamu. El final de la expedición portuguesa fue triunfante y, a su llegada a Malindi, se organizan festivales. Los notables africanos que abordaron los barcos quedaron impresionados al ver a los turcos reducidos al cautiverio y alabaron la omnipotencia de los portugueses.

## Retorno de la expedición portuguesa a la India
Se decidió dejar dos barcos en Malindi para proteger la ciudad de los asaltos de la tribu Zamba y el resto de la flota con los prisioneros de Mombasa a bordo partió hacia la India el 15 de abril. Después de una parada para reponer las provisiones en la isla de Socotra, llegó a Goa el 16 de mayo de 1589. El virrey, informado del éxito de la expedición, subió a bordo del buque insignia para felicitar a sus tropas y conocer al comandante otomano Mir Ali Bey. El corsario se arrojó a sus pies, pero los portugueses le hicieron levantarse y preguntarle sobre su estado. Este último indicó que era «como esclavo de su señoría» (como escravo de Vossa Senhoria). El virrey le consoló entonces, diciéndole que no perdiera la esperanza, indicando que él también había estado cautivo en la costa de Malabar antes de convertirse en gobernador. Mir Ali Bey fue finalmente enviado a Portugal donde se hizo católico. Por otro lado, los otros cautivos fueron enviados a las galeras.

## Impacto de las incursiones otomanas

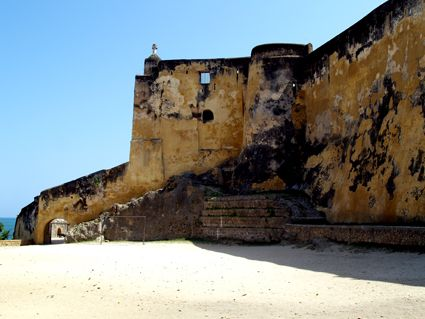
Fotografía del Fuerte Jesús de Mombasa, construido después de las incursiones otomanas.

Para algunos historiadores, las incursiones de Mir Ali Bey fueron un éxito para los otomanos y muestran la fragilidad de la posición portuguesa en la región. Así, según G. V. Scammell, 

las incursiones [de los turcos otomanos] en el océano Índico alarmaron al Estado [da India] y demostraron humillantemente la fatuidad de sus reivindicaciones, sobre todo cuando en 1585-86 el Mir Ali Bey, con un solo barco, barrió a los portugueses de toda la costa swahili de África, con la excepción de Malindi.

Según Halil İnalcık, la primera expedición de Mir Ali Bey dio como resultado que 

los portugueses admitieran que los otomanos tenían ahora el control de la costa africana frente a la India y tenían la capacidad de cortar sus comunicaciones con Portugal

Por otro lado, Svat Soucek señala que la hazaña armamentista otomana en el océano Índico ha sido sobre estimada en la historiografía moderna;

Mir Ali fue el último corsario mayor [otomano] conocido que operó en aguas del océano Índico. Su caso confirma categóricamente el alcance de mi tesis: que el Imperio Otomano nunca tuvo una presencia oficial estratégicamente planeada allí. Sin embargo, si queremos insistir en su existencia a través del prisma de las hazañas de Mir Ali Bey, sólo podemos describirlo como patético. El poderoso Imperio Otomano lanzando una incursión, con una sola galera, barriendo a los portugueses en la costa africana, demostrando la fatuidad de las pretensiones lusitanas? La primera incursión funcionó principalmente por su insignificancia inicial: la única galera de Mir Ali Bey escapó a la vigilancia de la red de inteligencia portuguesa en el Mar Rojo y pudo llevar a cabo su campaña gracias a la ventaja siempre presente de los piratas y corsarios: el efecto de sorpresa. Después de que el Estado da India fue alertado del peligro, rectificó efectivamente la situación enviando una verdadera flota de guerra a la costa africana. La segunda incursión fue una réplica exacta de la primera, con la diferencia de que fue de mayor escala y con un epílogo absolutamente conmovedor.

El Sr. D. D. Newitt, experto en Mozambique, informa de que la incursión otomana en Mombasa ha hecho que los portugueses sean conscientes de la importancia de proteger mejor sus posesiones al norte de la costa de Suajili. Como resultado, en 1593, iniciaron la obra del Fuerte Jesús en Mombasa y crearon en la misma ciudad una capitanía además de la capitanía de Sofala más al sur. El límite entre las dos jurisdicciones establecido en el Cabo Delgado prefigura la frontera entre Mozambique y Tanzania.